# Mario Méndez (futbolista panameño)
Mario Uriel Méndez (San José de David, 5 de enero de 1977), más conocido como "El Cholito", es un exfutbolista y director técnico panameño. Oriundo de la provincia de Chiriquí, jugó con la Selección de fútbol de Panamá, y ha militado con diversos clubes en Panamá como Chorrillo Fútbol Club, Tauro FC y el Atlético Chiriquí. Actualmente dirige al CD Plaza Amador de la Primera División de Panamá.

## Entrenador
En la temporada Clausura desde 2008 dirige al Atlético Chiriquí, y en el torneo Anaprof Apertura 2009 llevó por primera vez al equipo a semifinales de la Liga Panameña de Fútbol, lo que repetiría en torneos siguientes hasta haber participado en tres semifinales de forma consecutiva. En 2013 renunció a su cargo en el equipo.
Fue el director técnico y presidente del club Mario Méndez FC de la Liga Prom hasta 2021.
También fue el asistente técnico de Mike Stump en la Selección de fútbol sub-17 de Panamá entre 2022-2023 y entrenador de la Selección de fútbol sub-15 de Panamá en el 2023.
Actualmente desde enero de 2024 es el director técnico del Club Deportivo Plaza Amador de la Liga Panameña de Fútbol, con el cual logró el subcampeonato del Torneo Apertura 2024, cayendo derrotado en la final ante su archirrival el Tauro Fútbol Club. Logró la hazaña nuevamente durante el Torneo Clausura 2024, llegando a la final ante el Club Atlético Independiente de La Chorrera.

## Selección nacional
Debutó con la selección de fútbol de Panamá el 15 de diciembre de 1996 en un partido Clasificación de Concacaf para la Copa Mundial de Fútbol de 1998 contra la selección de fútbol de Cuba, en la Victoria 3-1 en Panamá.

### Participaciones en selección nacional
| Copa            | Sede     | Resultado    | Partidos | Goles |
| --------------- | -------- | ------------ | -------- | ----- |
| Copa Uncaf 2001 | Honduras | Cuarto lugar | 3        | 0     |
| Copa Uncaf 2003 | Panamá   | Quinto lugar | 5        | 1     |

### Goles internacionales
| 1 | 16 de febrero de 2000 | Estadio Rommel Fernández, Panamá, Panamá       | El Salvador | 4-1 | 4-1 | Amistoso          |
| 2 | 19 de marzo de 2000   | Estadio Cacique Diriangén, Diriamba, Nicaragua | Nicaragua   | 0-1 | 0-2 | Eliminatoria 2002 |
| 3 | 14 de marzo de 2001   | Estadio Rommel Fernández, Panamá, Panamá       | El Salvador | 1-0 | 1-0 | Amistoso          |
| 4 | 16 de febrero de 2003 | Estadio Rommel Fernández, Panamá, Panamá       | Guatemala   | 0-1 | 0-2 | Copa Uncaf 2003   |

## Clubes

### Como jugador
| Club              | País   | Año       | Partidos | Goles |
| ----------------- | ------ | --------- | -------- | ----- |
| Chiriquí          | Panamá | 1995-1998 | 0        | 0     |
| Tauro             | Panamá | 1998-2006 | 0        | 0     |
| Chorrillo         | Panamá | 2006      | 0        | 0     |
| Atlético Chiriquí | Panamá | 2007-2009 | 0        | 0     |

### Como asistente
| Club          | País   | Año       | Asistente de |
| ------------- | ------ | --------- | ------------ |
| Panamá Sub-17 | Panamá | 2022-2023 | Mike Stump   |

### Como entrenador
| Club              | País   | Año           | PJ  | PG | PE | PP | Rendimiento |
| ----------------- | ------ | ------------- | --- | -- | -- | -- | ----------- |
| Atlético Chiriquí | Panamá | 2009-2013     | 7   | 2  | 2  | 3  | 38.09%      |
| Atlético Chiriquí | Panamá | 2015-2018     | 78  | 22 | 25 | 31 | 38.89%      |
| Mario Méndez      | Panamá | 2021-2022     | 18  | 5  | 4  | 9  | 35.19%      |
| Panamá Sub-15     | Panamá | 2023          | 4   | 3  | 0  | 1  | 75%         |
| Plaza Amador      | Panamá | 2024-presente | 0   | 0  | 0  | 0  | 150%        |
| Total             | Total  | Total         | 107 | 32 | 31 | 44 | 39.94%      |

## Palmarés

### Como jugador

#### Títulos nacionales
| Título           | Club     | País   | Año    |
| ---------------- | -------- | ------ | ------ |
| Primera División | Tauro FC | Panamá | 2003-A |
| Primera División | Tauro FC | Panamá | 2003-C |
| Primera División | Tauro FC | Panamá | 2006-C |